# Strażnica Ryczów

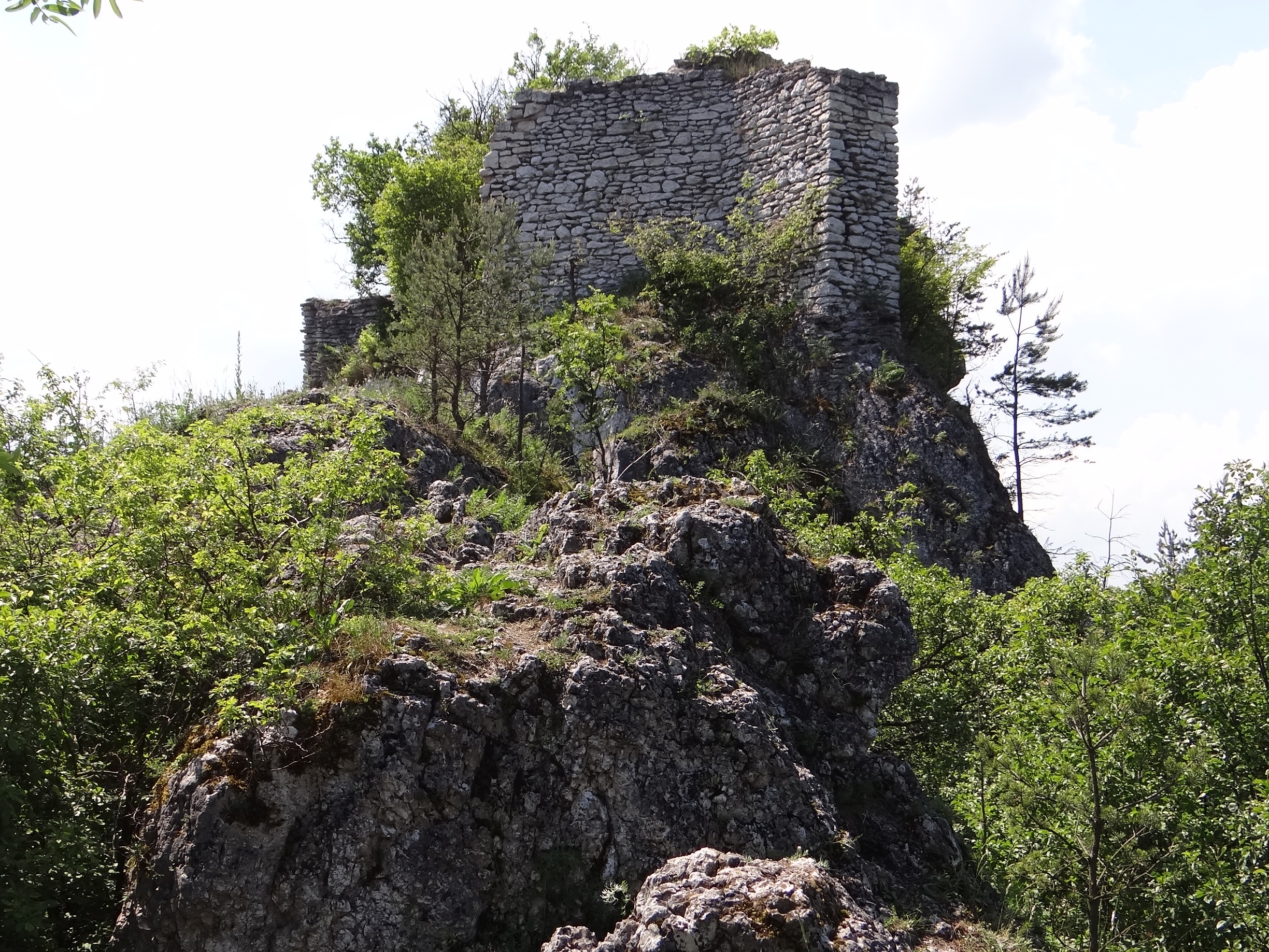
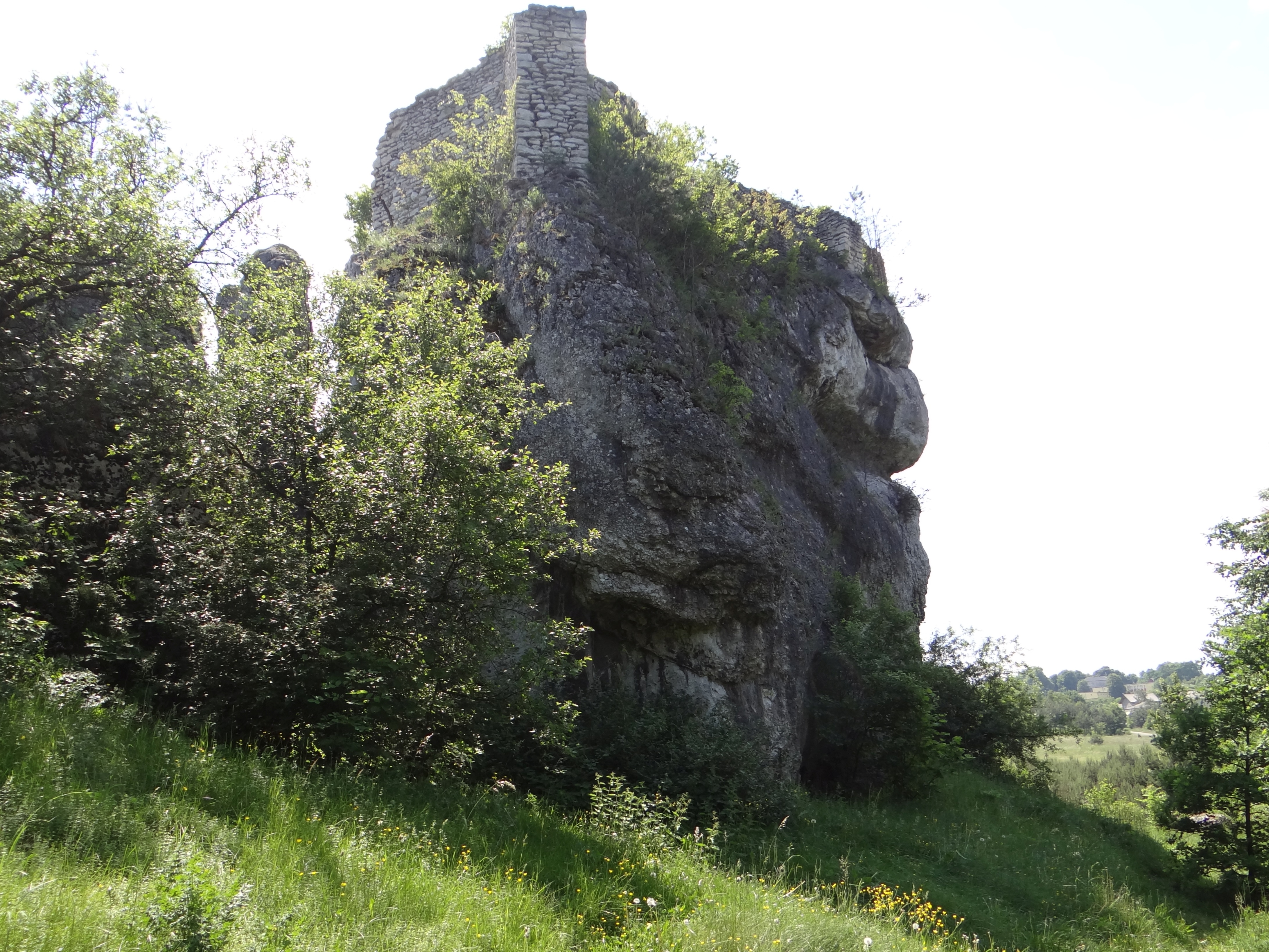
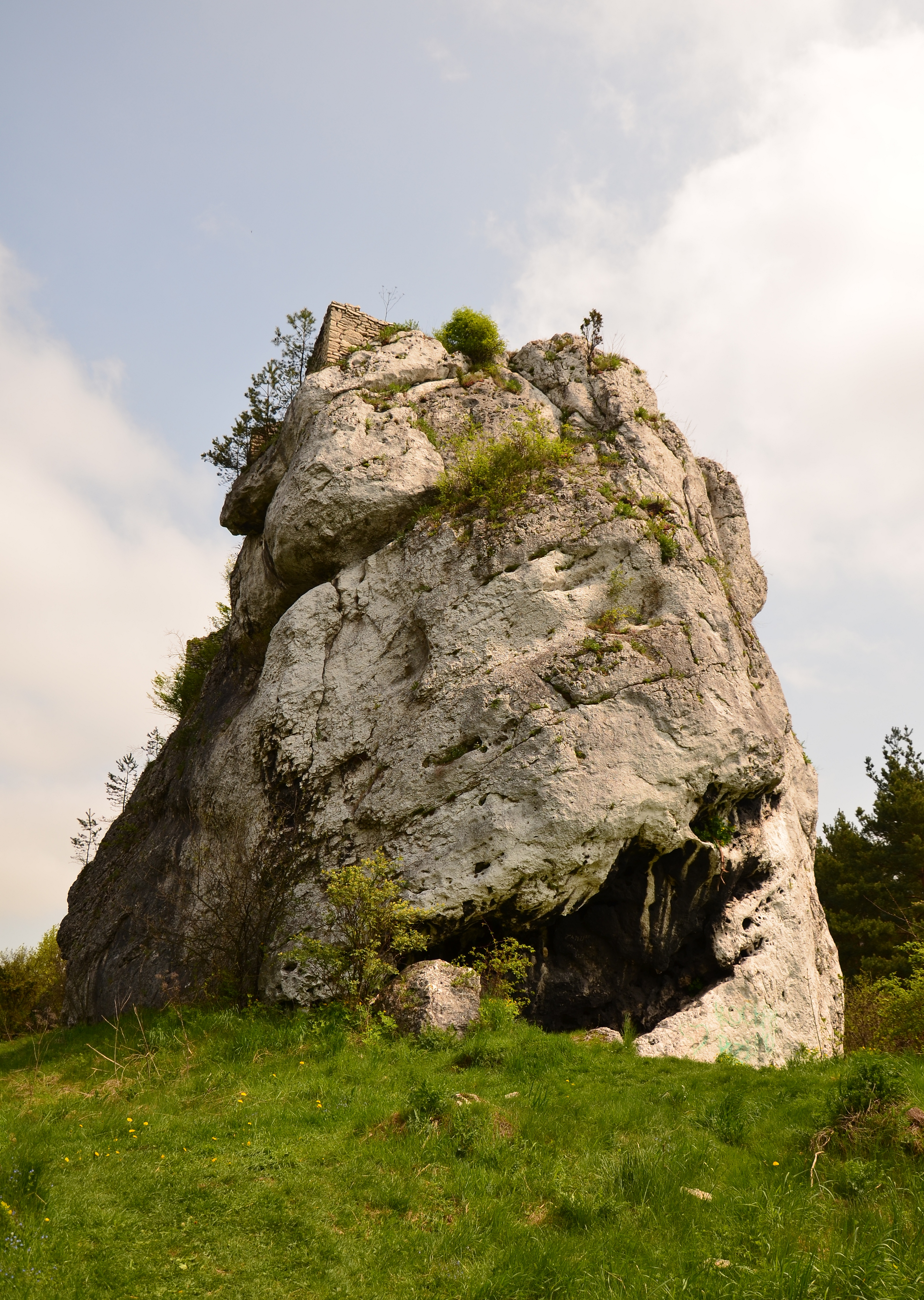
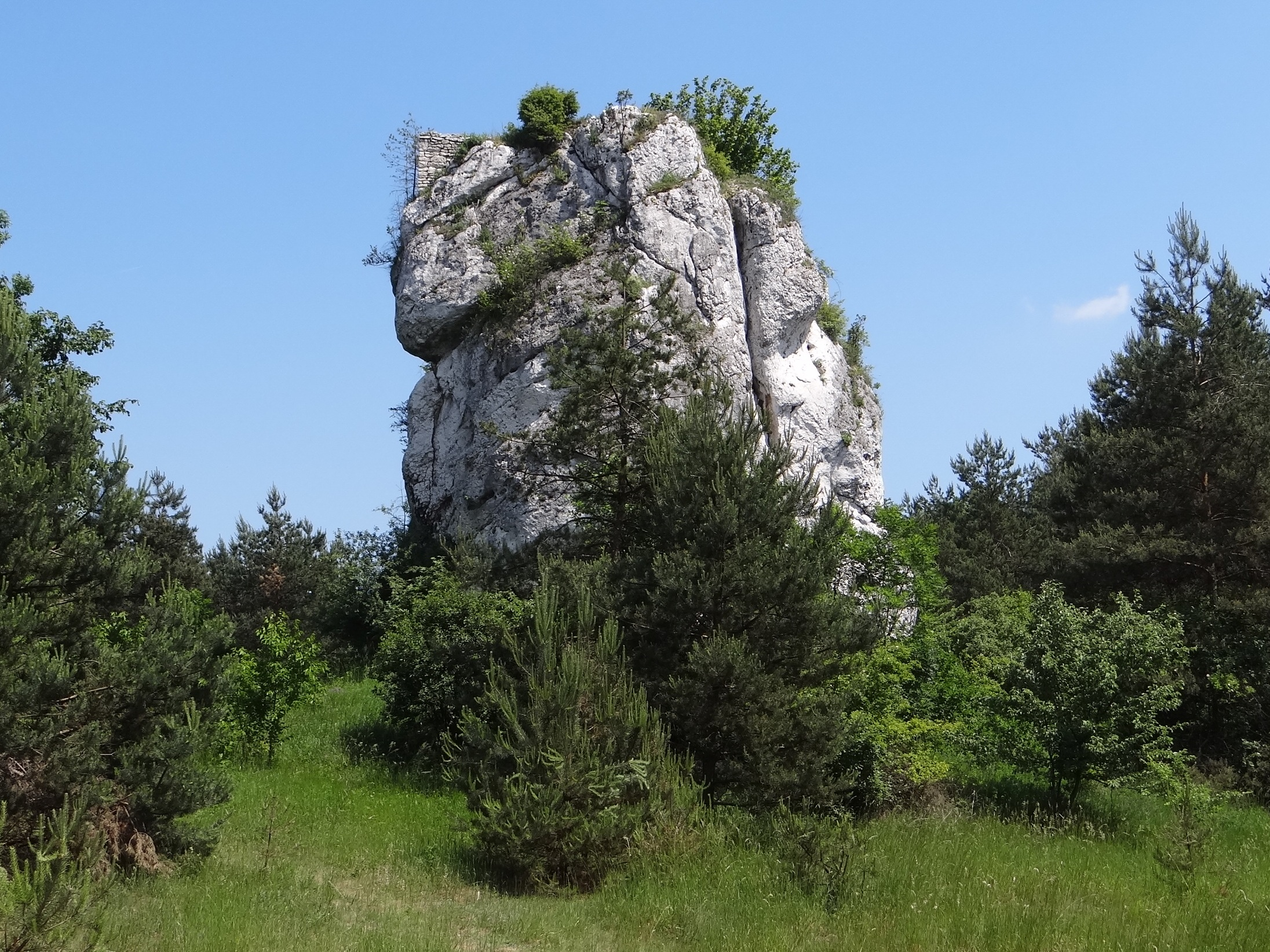

Strażnica Ryczów – budowla obronna w pobliżu Ryczowa, w gminie Ogrodzieniec. Powstała prawdopodobnie w końcu XIV w. z inicjatywy Kazimierza Wielkiego. Obecnie w stanie ruiny.
Odtworzenie historii strażnicy jest trudne ze względu na skromne przekazy pisemne. Wiadomo, że istniały trzy wsie o nazwie Ryczów: Wielki, Mały i Leśny. Pierwsza wzmianka o Ryczowie pochodzi z 1388 r., trudno jednak stwierdzić, której z tych miejscowości dotyczy. Ryczów Leśny wspomina również dokument z 1416 r. i to prawdopodobnie w końcu XIV w. na jego terenie wzniesiono strażnicę. Przypuszcza się, że jej fundatorem był Kazimierz Wielki i miała ona być uzupełnieniem luki w systemie zamków jurajskich. Funkcjonowała jeszcze w XV w.
Strażnicę wzniesiono na trudno dostępnej skale Strażnica. Był to prawdopodobnie budynek w formie wieży, na planie czworoboku o wymiarach 16 × 11 × 12,5 × 10 m. Wejście do niego znajdowało się od wschodniej strony i prowadziło po drewnianym moście. U podnóża skały istniał niewielki dziedziniec z wjazdem od północy. Całość otaczała fosa i wał ziemny. Obecnie zachowały się fragmenty murów i wał do wysokości około 1,5 m.